# NGC 189
NGC 189 (другое обозначение — OCL 301) — рассеянное скопление в созвездии Кассиопея.
Этот объект входит в число перечисленных в оригинальной редакции «Нового общего каталога».

## Открытие
Скопление было открыто Каролиной Гершель 27 сентября 1783 года, в один вечер с открытием скопления NGC 225. В её дневниках имеется следующая запись:

Примерно в 1 [градусе] к югу от вышеупомянутого скопления [NGC 225] тусклая туманность, окружённая большим числом крупных и мелких звёзд. В поле зрения больше звёзд, чем отмечено здесь [в диаграмме], но я особо отметила две из них, между которыми находится туманность… Месс[ье] их не включает.
Оригинальный текст (англ.)About 1 south of the above cluster [NGC 225] a faint nebula surrounded with a great number of both large and small stars. There are more large stars in the field than are marked here [in a diagram] but I took particular notice of the two between which the nebula is situated... Mess[ier] has them not.

Считалось, что эта запись соответствует объекту NGC 381, однако более поздними исследованиями было установлено тождество с NGC 189.

## Наблюдение
При визуальном наблюдении поиск NGC 189 следует начать с поиска более крупного и яркого объекта NGC 225. NGC 189 находится в 50' к юго-западу от этого объекта, в к северу от имеющей угловой размер 7' трапеции, состоящей из четырёх звёзд 9-й и 10-й величины. Визуально объект имеет небольшие размеры, округлую форму и голубоватый кометообразный отлив.
Внимательный наблюдатель может найти NGC 189, используя бинокль 7×50. В бинокль 15×80 скопление видно как большая яркая рассеянная группа звёзд, увеличивающаяся при наблюдении с использованием бокового зрения. Скопление легко видно при наблюдении в 4-дюймовый телескоп с 23-кратным увеличением, а при увеличении 72×, разрешается на две группы звёзд: несколько более ярких звёзд 10-й и 11-й величины на фоне более тусклых звёзд, концентрирующихся в центре скопления.